# Atlètic Bàsquet Club
L'Atlètic Bàsquet Club, també conegut com a Atlètic de Sant Gervasi o Atlètic de Gràcia, fou un club de basquetbol de Barcelona. Després de la guerra li fou canviat el nom a Club Baloncesto Atlético. Tenia el terreny de joc al carrer Escipió cantonada Homer, i més tard al carrer de la Mare de Deu del Coll. El seu uniforme era de color blau.
Va ser fundat l'any 1931. Entre 1932 i 1935 va jugar a la segona divisió del Campionat de Catalunya.
Després de la fi de la guerra civil, l'entitat va acollir bona part dels jugadors de la Société Patrie, la qual fou considera com a entitat estrangera per les autoritats franquistes i les seves activitats esportives foren prohibides. En la seva primera temporada, el 1940, aconseguí el subcampionat de Catalunya i d'Espanya. La següent temporada molts dels seus jugadors, com Carreras, Borrell i Font, passaren al FC Barcelona, fet que produí el descens de categoria. El club tingué un equip femení que disputà la Copa President i els Campionats de Catalunya de 1941 i 1942. L'any 1946 es fusionà amb el Club Dinámico adoptant el nom CB Atlético-Dinámico, desapareixent posteriorment.